# Lista monumentelor ocrotite de stat din raionul Briceni
Lista monumentelor din raionul Briceni cuprinde monumentele patrimoniului cultural din raionul Briceni înscrise în Registrul monumentelor Republicii Moldova ocrotite de stat.
Registrul monumentelor Republicii Moldova ocrotite de stat a fost aprobat prin Hotărârea Parlamentului nr. 1531-XII împreună cu Legea nr. 1530-XII privind ocrotirea monumentelor RM din 22 iunie 1993. În Monitorul Oficial nr. 1 din 1994 a fost publicată doar Legea, fără a include însă și Registrul, care a fost publicat mult mai târziu, la 2 februarie 2010. A nu se confunda cu Registrul arheologic național sau cel al monumentelor de for public, care sunt liste diferite ce vizează doar anumite compartimente ale patrimoniului cultural, întocmite în baza unor legi separate.
Lista completă este menținută și actualizată periodic de către Ministerul Culturii din Republica Moldova, dar înainte ca modificările să intre în vigoare acestea trebuie să fie aprobate de către Parlament. Această listă este menită să cuprindă și actualizările ulterioare.
| Nr. | Localizare                                                                              | Denumire                                                                                           | Datare                         | Tip   | Însemnătate | Imagine                 | Erori             |
| --- | --------------------------------------------------------------------------------------- | -------------------------------------------------------------------------------------------------- | ------------------------------ | ----- | ----------- | ----------------------- | ----------------- |
| 5   | Briceni 48°21′34″N 27°05′19″E / 48.359344430027°N 27.088554953346°E                     | Monument în memoria consătenilor căzuți în război (1941-1945)                                      | 1973                           | Is    | L           | galerie \| Încarcă foto | Raportează eroare |
| 6   | Briceni                                                                                 | Monument la mormântul comun al 10 ostași căzuți în 1944. La cimitir                                | 1971                           | Is    | L           | Încarcă foto            | Raportează eroare |
| 7   | Briceni                                                                                 | Mormântul comun al 2 ostași căzuți în război. La cimitir                                           | 1944                           | Is    | L           | Încarcă foto            | Raportează eroare |
| 12  | Lipcani 48°16′02″N 26°48′05″E / 48.267092581932°N 26.801498261538°E                     | Biserica „Sf. Ecaterina”                                                                           | 1835-1837, anii 1930           | At    | N           | galerie \| Încarcă foto | Raportează eroare |
| 13  | Lipcani str. Libertății, 53 48°15′41″N 26°48′11″E / 48.261277744002°N 26.803002098943°E | Casa medicului Șut                                                                                 | anii 1930                      | At    | L           | Încarcă foto            | Raportează eroare |
| 14  | Lipcani str. Libertății, 93 48°16′08″N 26°47′58″E / 48.268837057319°N 26.799377291019°E | Casă de locuit                                                                                     | anii 1930                      | At    | L           | Încarcă foto            | Raportează eroare |
| 15  | Lipcani str. Libertății, 82                                                             | Casă de locuit                                                                                     | anii 1930                      | At    | L           | Încarcă foto            | Raportează eroare |
| 16  | Lipcani str. Independenței, 14                                                          | Complexul de clădiri ale spitalului                                                                | anii 1930                      | At    | N           | galerie \| Încarcă foto | Raportează eroare |
| 17  | Lipcani str. Independenței 48°16′00″N 26°48′02″E / 48.266578582793°N 26.800436697478°E  | Conacul Rosetti-Roznovan                                                                           | sec. XIX                       | At    | N           | galerie \| Încarcă foto | Raportează eroare |
| 18  | Lipcani str. Libertății, 44                                                             | Gimnaziul de fete                                                                                  | anii 1930                      | At    | N           | Încarcă foto            | Raportează eroare |
| 19  | Lipcani                                                                                 | Monument la mormântul comun al 13 ostași și în memoria a 78 consăteni căzuți în 1941-1945. În parc | 1975                           | Is    | L           | Încarcă foto            | Raportează eroare |
| 20  | Lipcani                                                                                 | Mormintele a 64 ostași căzuți în război (1941-1945). La cimitir                                    |                                | Is    | L           | Încarcă foto            | Raportează eroare |
| 23  | Lipcani                                                                                 | Stația de cale ferată                                                                              | 1893                           | Is    | L           | Încarcă foto            | Raportează eroare |
| 27  | Balasinești 48°14′36″N 26°57′39″E / 48.243239370311°N 26.96078569399°E                  | Biserica „Trei Ierarhi”                                                                            | 1892                           | At    | L           | galerie \| Încarcă foto | Raportează eroare |
| 28  | Balasinești                                                                             | Moara de apă                                                                                       | 1908                           | Is At | L           | Încarcă foto            | Raportează eroare |
| 29  | Balasinești                                                                             | Monument în memoria consătenilor căzuți în război (1941-1945)                                      | 1971                           | Is    | L           | Încarcă foto            | Raportează eroare |
| 31  | Bălcăuți 48°16′57″N 27°12′14″E / 48.282563481199°N 27.203777012024°E                    | Biserica de lemn „Sf. Arhanghel Mihail”                                                            | 1869                           | At    | N           | Încarcă foto            | Raportează eroare |
| 32  | Bălcăuți                                                                                | Monument în memoria a 72 consăteni căzuți în război (1941-1945)                                    | 1968                           | Is    | L           | Încarcă foto            | Raportează eroare |
| 33  | Beleavinți 48°17′34″N 26°56′15″E / 48.292843249021°N 26.937506060381°E                  | Biserica de lemn „Sf. Nicolae”                                                                     | 1902                           | At    | N           | galerie \| Încarcă foto | Raportează eroare |
| 34  | Beleavinți                                                                              | Monument în memoria a 70 consăteni căzuți în război (1941-1945)                                    | 1980                           | Is    | L           | Încarcă foto            | Raportează eroare |
| 36  | Berlinți 48°18′32″N 26°56′17″E / 48.30893019202°N 26.938137121524°E                     | Biserica de lemn „Acoperământul Maicii Domnului”                                                   | 1892                           | At    | N           | galerie \| Încarcă foto | Raportează eroare |
| 37  | Berlinți                                                                                | Moară de apă                                                                                       | înc. sec. XX                   | Is At | L           | Încarcă foto            | Raportează eroare |
| 38  | Berlinți                                                                                | Monument în memoria consătenilor căzuți în război (1914-1918)                                      | anii 1930                      | Is    | L           | Încarcă foto            | Raportează eroare |
| 39  | Berlinți                                                                                | Monument în memoria consătenilor căzuți în război (1941-1945)                                      | 1974                           | Is    | L           | Încarcă foto            | Raportează eroare |
| 43  | Bogdănești                                                                              | Monument în memoria a 42 consăteni căzuți în război (1941-1945)                                    | 1975                           | Is    | L           | Încarcă foto            | Raportează eroare |
| 45  | Bulboaca                                                                                | Biserica „Sf. Constantin și Elena”                                                                 | 1887                           | At    | L           | Încarcă foto            | Raportează eroare |
| 46  | Bulboaca 48°22′14″N 27°11′54″E / 48.370419091843°N 27.198350524691°E                    | Biserica „Sf. Nicolae” cu școala parohială                                                         | 1915                           | At    | N           | galerie \| Încarcă foto | Raportează eroare |
| 47  | Bulboaca 48°22′14″N 27°12′15″E / 48.370454749053°N 27.204153756396°E                    | Monument în memoria a 51 consăteni căzuți în război (1941-1945)                                    |                                | Is    | L           | galerie \| Încarcă foto | Raportează eroare |
| 48  | Bulboaca 48°22′12″N 27°11′49″E / 48.370105224069°N 27.196922823284°E                    | Mormântul comun al 11 ostași căzuți în război                                                      | 1944                           | Is    | L           | galerie \| Încarcă foto | Raportează eroare |
| 54  | Caracușenii Noi                                                                         | Mormântul ostașului căzut în război                                                                | 1944                           | Is    | L           | Încarcă foto            | Raportează eroare |
| 60  | Caracușenii Vechi                                                                       | Monument în memoria a 95 consăteni căzuți în război (1941-1945)                                    | 1970                           | Is    | L           | Încarcă foto            | Raportează eroare |
| 62  | Caracușenii Vechi                                                                       | Mormântul ostașului căzut în război                                                                | 1944                           | Is    | L           | Încarcă foto            | Raportează eroare |
| 65  | Colicăuți 48°18′25″N 27°09′14″E / 48.307068441154°N 27.153989528037°E                   | Biserica „Sf. Grigore Teologul”                                                                    | 1882                           | At    | L           | Încarcă foto            | Raportează eroare |
| 66  | Colicăuți                                                                               | Monument în memoria a 34 consăteni căzuți în război (1941-1945)                                    | 1984                           | Is    | L           | Încarcă foto            | Raportează eroare |
| 70  | Corjeuți                                                                                | Conacul Krupenski                                                                                  | jum. II a sec. XIX             | At    | N           | galerie \| Încarcă foto | Raportează eroare |
| 71  | Corjeuți 48°13′19″N 27°02′32″E / 48.221942699851°N 27.042248438726°E                    | Biserica „Sf. Arhanghel Mihail”                                                                    | 1894                           | At    | L           | galerie \| Încarcă foto | Raportează eroare |
| 72  | Corjeuți                                                                                | Cramă                                                                                              | înc. sec. XIX                  | Is At | N           | Încarcă foto            | Raportează eroare |
| 74  | Corjeuți                                                                                | Monument în memoria consătenilor căzuți în război (1941-1945)                                      |                                | Is    | L           | galerie \| Încarcă foto | Raportează eroare |
| 81  | Coteala                                                                                 | Monument în memoria a 68 consăteni căzuți în război (1941-1945)                                    | 1975                           | Is    | L           | Încarcă foto            | Raportează eroare |
| 82  | Coteala                                                                                 | Mormântul ostașului căzut în război                                                                | 1944                           | Is    | L           | Încarcă foto            | Raportează eroare |
| 87  | Cotiujeni                                                                               | Monument în memoria a 75 consăteni căzuți în război (1941-1945)                                    |                                | Is    | L           | Încarcă foto            | Raportează eroare |
| 90  | Criva 48°16′04″N 26°38′54″E / 48.267650770826°N 26.648434303232°E                       | Biserica „Sf. Arhanghel Mihail”                                                                    | 1835                           | At    | L           | Încarcă foto            | Raportează eroare |
| 91  | Criva                                                                                   | Conacul Lisovski                                                                                   | jum. II a sec. XIX             | At    | L           | Încarcă foto            | Raportează eroare |
| 92  | Criva                                                                                   | Monument în memoria consătenilor căzuți în război (1941-1945)                                      |                                | Is    | L           | galerie \| Încarcă foto | Raportează eroare |
| 96  | Drepcăuți                                                                               | Biserica „Sf. Nicolae”                                                                             | 1833                           | At    | N           | Încarcă foto            | Raportează eroare |
| 97  | Drepcăuți                                                                               | Biserica „Sf. Nicolae”                                                                             | 1900                           | At    | L           | Încarcă foto            | Raportează eroare |
| 98  | Drepcăuți                                                                               | Monument în memoria consătenilor căzuți în război (1941-1945)                                      | 1958                           | Is    | L           | Încarcă foto            | Raportează eroare |
| 101 | Grimăncăuți 48°23′20″N 27°05′23″E / 48.388763451119°N 27.089829779825°E                 | Biserica de lemn „Sf. Treime”                                                                      | 1882                           | At    | N           | galerie \| Încarcă foto | Raportează eroare |
| 102 | Grimăncăuți 48°23′09″N 27°05′29″E / 48.385871°N 27.091486°E                             | Mormântul ostașului necunoscut                                                                     | 1944                           | Is    | L           | galerie \| Încarcă foto | Raportează eroare |
| 107 | Halahora de Jos 48°14′00″N 27°10′10″E / 48.233380806965°N 27.169530056806°E             | Monument în memoria consătenilor căzuți în război (1941-1945)                                      |                                | Is    | L           | galerie \| Încarcă foto | Raportează eroare |
| 113 | Halahora de Sus - II                                                                    | Așezare                                                                                            | sec. II-IV                     | Ah    | N           | Încarcă foto            | Raportează eroare |
| 115 | Halahora de Sus 48°15′45″N 27°11′07″E / 48.262470009113°N 27.185210871275°E             | Monument în memoria a 50 consăteni căzuți în război (1941-1945)                                    | 1984                           | Is    | L           | galerie \| Încarcă foto | Raportează eroare |
| 124 | Hlina 48°17′27″N 26°52′33″E / 48.290922287232°N 26.875908588375°E                       | Biserica de lemn „Sf. Arhanghel Mihail”                                                            | 1911                           | At    | N           | Încarcă foto            | Raportează eroare |
| 127 | Larga 48°22′11″N 26°50′15″E / 48.369719522715°N 26.837410139164°E                       | Biserica de lemn „Sf. Treime”                                                                      | 1897                           | At    | N           | galerie \| Încarcă foto | Raportează eroare |
| 128 | Larga                                                                                   | Monument la mormântul comun al 7 ostași și în memoria a 128 consăteni căzuți în război (1941-1945) | 1975                           | Is    | L           | Încarcă foto            | Raportează eroare |
| 129 | Larga                                                                                   | Monument la mormântul comun al 369 ostași căzuți în război (1944). La cimitir                      |                                | Is    | N           | Încarcă foto            | Raportează eroare |
| 133 | Mărcăuți 48°18′48″N 27°13′33″E / 48.313245804717°N 27.225878214144°E                    | Biserica „Sf. Împărați Constantin și Elena”                                                        | 1887                           | At    | N           | galerie \| Încarcă foto | Raportează eroare |
| 134 | Mărcăuți                                                                                | Monument în memoria consătenilor căzuți în război (1941-1945)                                      | 1965                           | Is    | L           | Încarcă foto            | Raportează eroare |
| 135 | Mărcăuți                                                                                | Mormânt comun al ostașilor căzuți în război                                                        | 1944                           | Is    | L           | Încarcă foto            | Raportează eroare |
| 144 | Medveja                                                                                 | Monument la mormântul comun al 18 ostași și în memoria consătenilor căzuți în război (1944)        | 1973                           | Is    | L           | Încarcă foto            | Raportează eroare |
| 146 | Pavlovca 48°22′57″N 26°52′27″E / 48.38261564408°N 26.874138793465°E                     | Conacul Krupenski cu parc dendrologic                                                              | sf. sec. XIX – înc. sec. XX    | At    | N           | galerie \| Încarcă foto | Raportează eroare |
| 150 | Pererîta 48°12′13″N 26°55′16″E / 48.203651997021°N 26.921145385774°E                    | Biserica „Sf. Ioan Gură de Aur”                                                                    | 1771                           | At    | N           | galerie \| Încarcă foto | Raportează eroare |
| 152 | Pererîta                                                                                | Monument în memoria a 60 consăteni căzuți în război (1941-1945)                                    | 1981                           | Is    | L           | Încarcă foto            | Raportează eroare |
| 161 | Slobozia-Șirăuți 48°14′35″N 26°52′02″E / 48.242965626693°N 26.867129751378°E            | Biserica „Nașterea Maicii Domnului”                                                                | sec. XIX                       | At    | L           | Încarcă foto            | Raportează eroare |
| 165 | Șirăuți                                                                                 | Monument în memoria a 60 consăteni căzuți în război (1941-1945)                                    | 1978                           | Is    | L           | Încarcă foto            | Raportează eroare |
| 172 | Tabani                                                                                  | Monument în memoria consătenilor căzuți în război (1941-1945)                                      | 1983                           | Is    | L           | Încarcă foto            | Raportează eroare |
| 182 | Tețcani 48°11′03″N 26°58′18″E / 48.184142461877°N 26.971780469042°E                     | Biserica „Sf. Treime”                                                                              | 1862                           | At    | L           | Încarcă foto            | Raportează eroare |
| 183 | Tețcani                                                                                 | Moara de apă                                                                                       | sf. sec. XIX                   | Is At | L           | Încarcă foto            | Raportează eroare |
| 184 | Tețcani                                                                                 | Monument la mormântul comun al 7 ostași și în memoria a 134 consăteni căzuți în război (1941-1945) | 1984                           | Is    | N           | Încarcă foto            | Raportează eroare |
| 185 | Tețcani 48°11′01″N 26°57′45″E / 48.183529028923°N 26.962488699057°E                     | Pod de piatră                                                                                      | sf. sec. XVIII – înc. sec. XIX | At    | N           | galerie \| Încarcă foto | Raportează eroare |
| 190 | Trebisăuți 48°21′18″N 27°11′33″E / 48.354931900139°N 27.192416226505°E                  | Biserica „Sf. Arhanghel Mihail”                                                                    | 1888                           | At    | L           | galerie \| Încarcă foto | Raportează eroare |
| 191 | Trebisăuți 48°21′13″N 27°11′32″E / 48.353654212916°N 27.192093276615°E                  | Monument la mormântul comun al 5 ostași și în memoria a 20 consăteni căzuți în război (1941-1945)  | 1975                           | Is    | L           | galerie \| Încarcă foto | Raportează eroare |